# Dolichostoma andinum
Dolichostoma andinum är en tvåvingeart som först beskrevs av Townsend 1927.  Dolichostoma andinum ingår i släktet Dolichostoma och familjen parasitflugor.
Artens utbredningsområde är Peru. Inga underarter finns listade i Catalogue of Life.